# Terezie Dobrovolná
Terezie Dobrovolná (* 21. ledna 1975) je česká modelka, Miss ČR 1997 a herečka.

## Život
Modelingu se věnovala od šestnácti let, předváděla hlavně v zahraničí. V roce 1997 se stala vítězkou soutěže krásy Miss České republiky. Poté nás ještě reprezentovala na Miss World. Po vítězství se však rozhodla pro další vysokoškolské studium.
Od roku 1997 žila se svým partnerem miliardářem Davidem Beranem na samotě nedaleko Slatiňan u Pardubic a má s ním tři dcery, Kristýnu, Kateřinu a Rozálii Annu. Žili spolu i krátce v Rakousku. V roce 2024 se po sedmadvaceti letech rozešli.